# European Left Alliance for the People and the Planet
L'European Left Alliance for the People and the Planet (ELA) è un partito politico europeo femminista ed ecologista fondato nel 2024.
L'ELA è stata fondata per iniziativa di vari partiti, per la maggior parte ex-membri del Partito della Sinistra Europea usciti dal partito in seguito alle elezioni europee del 2024, e comprende diversi membri del movimento Ora il Popolo.

## Storia
In vista delle elezioni europee del 2024 si resero evidenti contrasti all'interno del Partito della Sinistra Europea e della coalizione della Sinistra circa il peso dei partiti comunisti tradizionali rispetto a partiti come La France insoumise: lo scontro divenne palese nella scelta dello Spitzenkandidaten, ricaduta sull'austriaco Walter Baier del Partito Comunista d'Austria in seguito al veto posto dal Partito Comunista Francese su Manon Aubry (LFI). Parallelamente, i partiti nordici Lista dell'Unità - I Rosso-Verdi, Alleanza di Sinistra e Partito della Sinistra criticarono la posizione del gruppo sull'Invasione russa dell'Ucraina, sostenendo la necessità di supportare Kiev anche con l'invio di armi.
Dopo l'esito delle elezioni, il Bloco de Esquerda dichiarò il fallimento del Partito della Sinistra Europea e annunciò l'intenzione di creare un nuovo partito europeo.
Il primo membro ufficialmente confermato dell'ELA dopo i portoghesi del BE è stata la Lista dell'Unità - I Rosso-Verdi danese, cui seguirono i francesi de La France Insoumise, gli spagnoli di Podemos, i finlandesi dell'Alleanza di Sinistra, gli svedesi del Partito della Sinistra e i polacchi di Lewica Razem, per un totale di 7 partiti e 18 europarlamentari su un totale di 46 aderenti a GUE/NGL.

## Membri
L'ELA conta 18 dei 46 deputati che compongono il gruppo di sinistra del Parlamento europeo.
| Stato      | Partito | Partito                                                            | Eurodeputati | Parlamentari nazionali |
| ---------- | ------- | ------------------------------------------------------------------ | ------------ | ---------------------- |
| Danimarca  |         | Lista dell'Unità - I Rosso-Verdi Enhedslisten - De Rød-Grønne (EL) | 1 / 14       | 9 / 179                |
| Finlandia  |         | Alleanza di Sinistra Vasemmistoliitto (V)                          | 3 / 15       | 11 / 200               |
| Francia    |         | La France insoumise (LFI)                                          | 9 / 81       | 75 / 577               |
| Polonia    |         | Partia Razem (PR)                                                  | 0 / 52       | 5 / 460                |
| Portogallo |         | Blocco di Sinistra Bloco de Esquerda (BE)                          | 1 / 21       | 1 / 230                |
| Spagna     |         | Podemos (PODEMOS)                                                  | 2 / 61       | 4 / 350                |
| Svezia     |         | Partito della Sinistra Vänsterpartiet (V)                          | 2 / 21       | 24 / 349               |

## Nelle istituzioni dell'Unione europea
| Organizzazione     | Istituzione                         | Numero di seggi |
| ------------------ | ----------------------------------- | --------------- |
| Unione europea     | Parlamento europeo                  | 18 / 720        |
| Unione europea     | Commissione europea                 | 0 / 27          |
| Unione europea     | Consiglio europeo (Capi di governo) | 0 / 27          |
| Unione europea     | Consiglio dell'UE (Ministri)        |                 |
| Unione europea     | Comitato delle regioni              | 0 / 329         |
| Consiglio d'Europa | Assemblea parlamentare              |                 |

Nessun partito dell'European Left Alliance partecipa alla maggioranza di un governo di un paese dell'Unione Europea: pertanto non sono rappresentati in seno al Consiglio dell'Unione europea.